# Гаврило-Барзул Марія Андріївна
Марія Андріївна Гаври́ло (до шлюбу Барзул; нар. 23 липня 1920, Рокосово — пом. 23 серпня 2002, Копашново) — українська майстриня художньої вишивки і килимарства; заслужений майстер народної творчості УРСР з 1988 року. Нагороджена бронзовою медаллю ВДНГ.

## Біографія
Народилася 23 липня 1920 року в селі Рокосовому (тепер Хустський район Закарпатської області, Україна) в багатодітній селянській сім'ї. Навчаючись у Королеві в горожанській школі. 1939 року закінчила Ужгородську учительську семінарію.
Впродовж 1952—1972 років очолювала студію художньої вишивки Палацу піонерів у місті Хусті. З 1972 року працювала в Хустській школі-інтернаті.
Померла в селі Копашновому Закарпатської області 23 серпня 2002 року.

## Творчість
Серед робіт рушники, у яких стилізовано етнічний закарпатський геометричний і квітчастий орнамент, килими, скатертини, панно, сорочки, доріжки.
У селах Хустського і Рахівського районів Закарпатської області зібрала і художньо відтворила понад 500 народних орнаментів.
Брала участь у всеукраїнських, всесоюзних, міжнародних мистецьких виставках з 1955 року, у всесоюзному фестивалі народних талантів у Москві, де її роботи були високо оцінені, а вона нагороджена золотою медаллю. Лауреат всесоюзної виставки «Самодіяльні художники Батьківщини», яка відбулася у 1977 році. Персональна виставка пройшла у 1979 році.
Вироби майстрині зберігаються у Національному музеї українського народного декоративного мистецтва, Хустському краєзнавчому музеї. У художньому музеї міста Торонто зберігається вишитий портрет Тараса Шевченка і рушник, який подарувала майстриня українській діаспорі Канади, делегація якої перебувала на Закарпатті.